# Утёнок, который не умел играть в футбол
«Утёнок, который не умел играть в футбол» — советский короткометражный рисованный мультипликационный фильм, созданный в 1972 году режиссёром Витольдом Бордзиловским на киностудии «Союзмультфильм».

## Сюжет
Над утёнком с пятнышком  издеваются и насмехаются остальные утята, потому что он не умеет играть в футбол. У пруда его часто обзывают трусом и провоцируют, чтобы он прыгнул в воду. Утёнок не умел плавать и играть в футбол, зато умеет хорошо играть на трубе. Да только кому это надо, кроме него? Однако, когда утята решают построить свой стадион  и у них ничего не получается, утёнок с пятнышком начинает  играть им на трубе, и под его музыку они   заканчивают строительство. 
На следующий день утята играют в футбол против гусят и проигрывают, пока не приезжает утёнок с пятнышком и снова не играет на трубе. Утята настраиваются под его музыку и побеждают гусят. Несмотря на то, что победили утята-футболисты, они качают утёнка-музыканта, за то, что он им помог. На следующий день Утёнок-музыкант вместе со своей сестрой и лягушками на болоте учатся исполнять музыкальную композицию. 

## Создатели
| Автор сценария             | Анатолий Тараскин |
| Режиссёр                   | Витольд Бордзиловский |
| Художник-постановщик       | Розалия Зельма |
| Оператор                   | Елена Петрова |
| Композитор                 | Владислав Казенин |
| Звукооператор              | Владимир Кутузов |
| Художники-мультипликаторы: | Олег Сафронов, Галина Баринова, Елена Вершинина, Фаина Епифанова, Виолетта Колесникова, Анатолий Петров, Игорь Подгорский, Анатолий Солин, Иван Давыдов |
| Монтажёр                   | Валентина Турубинер |
| Ассистент режиссёра        | Елена Новосельская |
| Ассистент художника        | Алла Горева |
| Роли озвучивали:           | Тамара Дмитриева, Лидия Катаева, Георгий Вицин, Сергей Мартинсон, Григорий Шпигель, Агарь Власова                                                       |
| Редактор                   | Раиса Фричинская |
| Директор картины           | Любовь Бутырина |

## Продолжение
В 1978 году вышло продолжение под названием «Как утёнок-музыкант стал футболистом».